# 全国人民代表大会农业与农村委员会
全国人民代表大会农业与农村委员会（简称全国人大农业与农村委员会），是中华人民共和国最高国家权力机关全国人民代表大会设立的专门委员会之一。

## 沿革
根据《中华人民共和国宪法》第七十条和《中华人民共和国全国人民代表大会组织法》第三十五条关于全国人民代表大会设立专门委员会的规定，1998年3月第九届全国人民代表大会第一次会议表决设立全国人民代表大会农业与农村委员会。
2016年12月12日第十二届全国人民代表大会常务委员会第八十四次委员长会议原则通过，2017年4月11日第十二届全国人民代表大会常务委员会第九十三次委员长会议修改的《全国人大常委会2017年工作要点》中称，已设立全国人大各专门委员会分党组，以便“加强专门委员会党的工作和党的建设”。

## 组织结构
《中华人民共和国全国人民代表大会组织法》第三十五条规定，“各专门委员会由主任委员、副主任委员若干人和委员若干人组成。”“各专门委员会的主任委员、副主任委员和委员的人选，由主席团在代表中提名，大会通过。在大会闭会期间，全国人民代表大会常务委员会可以补充任命专门委员会的个别副主任委员和部分委员，由委员长会议提名，常务委员会会议通过。”

## 职责
全国人大农业与农村委员会受全国人民代表大会领导；在全国人民代表大会闭会期间，受全国人民代表大会常务委员会领导。全国人大农业与农村委员会在全国人大及其常委会的领导下，研究、审议和拟订有关议案。具体职责有：
1. 审议全国人大主席团或者全国人大常委会交付的议案；
2. 向全国人大主席团或者全国人大常委会提出属于全国人大或者全国人大常委会职权范围内同本委员会有关的议案；
3. 审议全国人大常委会交付的被认为同宪法、法律相抵触的国务院的行政法规、决定和命令，国务院各部、各委员会的命令、指示和规章，省、自治区、直辖市的人民政府的决定、命令和规章，提出报告；
4. 审议全国人大主席团或者全国人大常委会交付的质询案，听取受质询机关对质询案的答复，必要时向全国人大主席团或者全国人大常委会提出报告；
5. 对属于全国人大或者全国人大常委会职权范围内同本委员会有关的问题，进行调查研究，提出建议。协助全国人大常委会行使监督权，对法律和有关法律问题的决议、决定贯彻实施的情况，开展执法检查，进行监督。

## 办事机构
- 办公室[5]
- 法案室[6]
- 调研室[7]

## 历届组成人员
- 第九届全国人民代表大会农业与农村委员会（主任委员：高德占）
- 第十届全国人民代表大会农业与农村委员会（主任委员：刘明祖）
- 第十一届全国人民代表大会农业与农村委员会（主任委员：王云龙）
- 第十二届全国人民代表大会农业与农村委员会（主任委员：陈建国）
- 第十三届全国人民代表大会农业与农村委员会（主任委员：陈锡文）[1]
- 第十四届全国人民代表大会农业与农村委员会（主任委员：杜家毫）